# Regime semiaberto
No Brasil, de acordo com a Lei n.º 7.210, dá-se o nome de prisão em regime semiaberto à pena de prisão que é cumprida em colônias agrícolas ou industriais ou instituições equivalentes. Nesse regime, o indivíduo poderá ser alojado em locais coletivos e sua pena estará atrelada ao seu trabalho. Por exemploː o condenado poderá reduzir um dia de pena, a cada três dias trabalhados.
O condenado não reincidente, cuja pena seja superior a quatro anos e não exceda a oito, poderá, desde o princípio, cumpri-la em regime semiaberto.
Quanto ao trabalho externo, é admissível, bem como a frequência a cursos supletivos profissionalizantes, de instrução de segundo grau ou superior.
Em outros países, como Estados Unidos, cada estado da federação tem sua legislação penal própria, mas o cumprimento integral da pena costuma ser exigido. Programas tais como o regime semiaberto têm diminuído no país, não existindo as chamadas "saidinhas" temporárias, tão comuns no Brasil.